# Río Estena
Río Estena är ett vattendrag i Spanien. Det ligger i den centrala delen av landet, 160 km sydväst om huvudstaden Madrid. Río Estena ligger vid sjön Embalse de Cijara.